# Casa de Lava
Casa de Lava (català: Casa de lava; anglès: Down to Earth) és una pel·lícula portuguesa de 1995 dirigida per Pedro Costa. Està ambientada a les Illes de Cap Verd, que van ser una colònia portuguesa.

## Característiques
Aquesta pel·lícula es caracteritza per la seva narrativa reduïda, i per les imatges del volcà de les illes del Cap Verd. El títol literalment significa "una casa de lava". La pel·lícula ha estat descrita per alguns crítics com un remake de la pel·lícula del 1943 de Jacques Tourneur que porta per nom Passejant amb un zombie.
La feina de Costa sovint s'ha comparat amb actualitzacions modernes de pel·lícules clàssiques de Hollywood, amb Jonathan Rosenbaum assenyalant aquella Joventut Colossal que pot ser vista com un remake de la pel·lícula del 1960 anomenada El sergent negre de John Ford.
Es va estrenar el 1994 al Festival de Cannes.

## Trama
La pel·lícula explica la història de Mariana, una infermera que deixa Lisboa per acompanyar un treballador immigrant en coma en el viatge de tornada a la seva casa de Cap Verd. La infermera portuguesa es troba perduda i llavors descobreix que "haportat un home que està entre la vida i la mort."
Costa va fer la pel·lícula en un estil minimalista. El·lipses críptics, precisió cinematogràfica, abstraccions narratives i imatgeria persistent de persones i llocs. Apareix el Mont Fogo, el volcà actiu més alt de Cap Verd, com un símbol d'aquesta meditació malenconiosa entre l'amor i la soledat.